# Syrphophagus annulipes
Syrphophagus annulipes är en stekelart som först beskrevs av Thomson 1876.  Syrphophagus annulipes ingår i släktet Syrphophagus och familjen sköldlussteklar. Arten är reproducerande i Sverige. Inga underarter finns listade i Catalogue of Life.